# Bert Blyleven
Bert Blyleven, urodzony jako Rik Aalbert Blijleven (ur. 6 kwietnia 1951) – amerykański baseballista holenderskiego pochodzenia, który występował na pozycji miotacza, członek Baseball Hall of Fame.

## Kariera zawodnicza
Po ukończeniu szkoły średniej w Garden Grove w Kalifornii, w czerwcu 1969 został wybrany w 3. rundzie draftu przez Minnesota Twins i początkowo grał w klubach farmerskich tego zespołu, najwyżej na poziomie Triple-A w Evansville Triplets. W Major League Baseball zadebiutował 5 czerwca 1970 w meczu przeciwko Washington Senators, notując zwycięstwo. W 1970 został wybrany przez magazyn Sporting News najlepszym debiutantem w American League W sezonie 1973 po raz pierwszy wystąpił w Meczu Gwiazd i zaliczył najwięcej shutoutów w MLB (9).
W czerwcu 1976 w ramach wymiany zawodników przeszedł do Texas Rangers. 22 września 1977 w meczu z California Angels zaliczył no-hittera. Po zakończeniu sezonu 1977 został oddany do Pittsburgh Pirates, z którym w 1979 wygrał World Series. W grudniu 1980 w ramach wymiany przeszedł do Cleveland Indians. W sezonie 1982 z powodu kontuzji łokcia rozegrał tylko 4 mecze.
W sierpniu 1985 powrócił do Minnesota Twins. W 1986 ustanowił rekord American League, osiągając pułap 200 zwycięstw w ośmiu sezonach, a rok później zdobył drugi tytuł World Series w karierze. W latach 1989–1992 grał w California Angels, w którym zakończył zawodniczą karierę.

## Późniejszy okres
W 1996 został komentatorem meczów Minnesota Twins. W 2002 został uhonorowany członkostwem w Minnesota Twins Hall of Fame, a w 2011 wprowadzony do Baseball Hall of Fame. W tym samym roku numer 28, z którym występował, został zastrzeżony przez Minnesota Twins. W 2009 i 2013 był trenerem miotaczy reprezentacji Holandii na turniejach World Baseball Classic.

## Nagrody i wyróżnienia
| Nagroda/wyróżnienie          | Lata       | Źródło      |
| 2× All-Star                  | 1973, 1985 | [ 2 ]       |
| 2× zwycięzca w World Series  | 1979, 1987 | [ 5 ] [ 6 ] |
| Baseball Hall of Fame        | od 2011    | [ 4 ]       |
| # 28 zastrzeżony przez Twins | 2011       | [ 9 ]       |